# Rita Wilden
Rita Wilden (Leipzig, 9 oktober 1947) is een atleet uit Duitsland.
Wilden nam deel aan de Olympische Zomerspelen van Mexico in 1968 op de onderdelen 200 meter en 4x100 meter estafette.
Op de Olympische Zomerspelen van München in 1972 nam ze deel aan de 400 meter, waarbij ze een zilveren medaille heeft gehaald. Met het West-Duitse estafette-team liep ze de 4x400 meter, waarmee ze een bronzen medaille behaalden.
Ook op de Olympische Zomerspelen van Montreal in 1976 liep ze de 4x400 meter estafette, West-Duitsland werd vijfde.
Wilden behaalde negen wereldrecords op verschillende afstanden, en was in West-Duitsland jarenlang een dominante atleet.

## Persoonlijk record
| Onderdeel | Resultaat | Jaar |
| --------- | --------- | ---- |
| 100 m     | 11.71 s   | 1976 |
| 200 m     | 23.14 s   | 1976 |
| 400 m     | 50.88 s   | 1974 |

- World Athletics: 14351481